# Gursum (woreda, Somali)
Pour les articles homonymes, voir Gursum.
Gursum est un woreda de l'est de l'Éthiopie situé dans la zone Fafan de la région Somali. Ce district a 27 510 habitants et comprend les agglomérations de Bombas et Fafem en 2007. La limite régionale s'étant déplacée vers l'est, Bombas est désormais dans le district homonyme de la région Oromia tandis que Fafem reste dans le district de la région Somali.
Situé dans l'ouest de la zone Jijiga puis Fafan, le district Gursum de la région Somali est limitrophe de la région Oromia où il côtoie le woreda Gursum de la région Oromia et le woreda Babille de la région Oromia. La ville éponyme « Gursum » est dans la région Oromia.
Fafem est sur l'A10 environ 35 km à l'ouest de Djidjiga.
Bombas se trouve une quinzaine de kilomètres plus loin sur l'A10 en direction de Harar, à peu près à mi-chemin entre Djidjiga et Harar.
Le recensement national de 2007 fait état dans le district d'une population de 27 510 habitants dont 11 % de citadins qui sont les 1 498 habitants de Fafem et 1 475 habitants à Bombas.
Plus de 99 % des habitants sont musulmans.
En 2022, sa population est estimée à 40 233 personnes avec une densité de population de 54 personnes par km2 et 745 km2 de superficie dans le périmètre de 2007 sachant qu'entre-temps le district a cédé du territoire à la région Oromia et ne fait plus que 200 km2 en 2021.